# Erlach
För andra betydelser, se Erlach (olika betydelser).
Erlach (franska: Cerlier) är en ort och kommun i distriktet Seeland i kantonen Bern i Schweiz. Kommunen har 1 389 invånare (2023).
Erlach ligger vid Bielsjöns södra ände.